# 联盟广场 (克卢日-纳波卡)

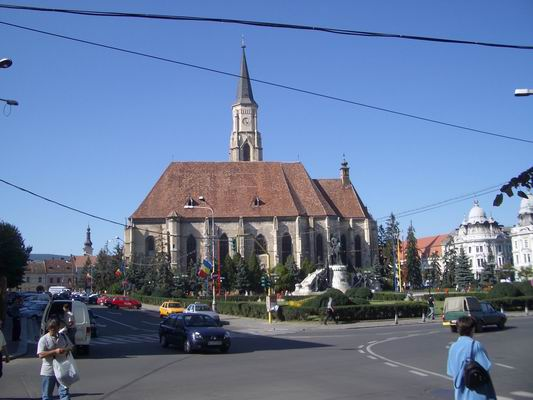
联盟广场

联盟广场（罗马尼亚语：Piaţa Unirii）是罗马尼亚城市克卢日-纳波卡最大、最重要的一个广场，也是罗马尼亚最大的广场之一，规模达220米乘160米。市中心区 从该广场向外展开。罗马天主教圣弥额尔堂拥有罗马尼亚最高的教堂钟楼（80米），是罗马尼亚第二大哥特式教堂。匈牙利国王马加什一世雕像位于此处。 
广场上有旧市政厅、Bánffy 宫（国家艺术博物馆）、Josika 宫和 Rhédey 宫。
除了中世纪建筑以外，在广场下面还有古罗马和達基亞废墟，通过广场上的一个玻璃屏幕可见到一部分。
联盟广场原名大市集广场（匈牙利语：Nagypiac，罗马尼亚语：Piaţa Mare），与小市集广场（Kispiac，今博物馆广场）相对。